# Голан, Яромир
Яромир Голан (чеш. Jaromír Holan) — фигурист из Чехословакии, бронзовый призёр чемпионата Европы 1966 года в танцах на льду. Выступал в паре с Йиткой Бабицкой, а в 1968—1969 годах с Даной Новотной (в замужестве Голанова).

## Спортивные достижения
с Йиткой Бабицкой
| Соревнования/Сезоны | 1961 | 1962 | 1963 | 1964 | 1965 | 1966 | 1967 |
| ------------------- | ---- | ---- | ---- | ---- | ---- | ---- | ---- |
| Чемпионаты мира     | —    |      | 14   | 10   |      | 8    | 11   |
| Чемпионаты Европы   | 10   | 9    | 7    | 6    | 7    | 3    | 6    |

- — Чемпионат не проводился из-за авиакатастрофы, в которой погибла сборная США по фигурному катанию.

с Даной Новотной
| Соревнования/Сезоны | 1968 | 1969 |
| ------------------- | ---- | ---- |
| Чемпионаты мира     |      | 8    |
| Чемпионаты Европы   | 10   | 7    |